# Johann Philip Lemke
Johann (Hans) Philip Lemke (eller Lembke, Lemcke), född 19 maj 1631 i Nürnberg, död 3 april 1711 i Tyska Sankta Gertruds församling i Stockholm, var en tysk-svensk tecknare, etsare och bataljmålare.

## Utbildning
Han var son till buntmakaren och fältväbeln vid borgarbeväpningen i Nürnberg Michael Lemke. Han gick i skola i Hamburg han studerade därefter konst för E Decker 1642–1647 och Jacob Matthias Weyer i Hamburg 1647–1649 och för Jacob de Wet i Haarlem 1649–1651. Han återvände därefter till Nürnberg och arbetade som assistent till Georg Strauch fram till att han inskrivs som Mästare i måleri vid ämbetet i Nürnberg 3 november 1653. Som mästararbete visade han upp målningen Israels barn i strid med amalekiterna. Han reste därefter till Italien där han vistades 1653–1673. Under sin tid i Italien tog han stark intryck av bataljmålaren Jacques Courtois och Pieter van Laer målningar. Som målare slog han igenom i Venedig på 1650-talet och verkade därefter som konstnär främst i Rom. Han hade påverkats i sin konststil av sin första konstlärare Weyer som hade ägnat sig åt skildringar av batalj- och jaktscener och i Italien var det huvudsakligen Il Bamboccio (Pieter Jakobsz van Laer) och Jacques Courtois hans förebilder. Han återvände till Nürnberg 1673 där hans konst blev mycket uppskattad av dåtidens konstsamlare.

## Bataljmålare i Sverige
Eric Dahlberg och Ehrenstrahl kom i kontakt med Lemkes målningar under 1660-talet och det är troligt att det var på Ehrenstrahls initiativ som Lemke blev kallad till Sverige som bataljmålare av Karl XI, och han anlände till Stockholm i oktober 1683. Under den första tiden fick han under Dahlberghs uppsikt måla Karl XI:s bragder efter Ehrenstrahl och Dahlbergs teckningar och gravyrer. Först 1684 skänkte Karl en rad målningar till utsmyckningen av det övre galleriet på Drottningholms slott bland annat målningarna Slaget vid Halmstad och den första tavlan över Slaget vid Lund. Efter att det övre galleriet var utsmyckat beställde Karl målningar från sin faders fälttåg till det nedre galleriet, till slut blev det 24 tavlor, av dem 4 mindre scener och 20 bataljplaner. I de senare har Lemke använt sig av fågelperspektiv, med kungar eller stridande grupper i förgrunden. På grund av dålig behandling vid en grovrengöring på 1700-talet och andra omständigheter minskade målningarna i värde. 1806 skapade Anders Fredrik Skjöldebrand några kopior i akvatintgravyr av dessa tavlor. I samband med arbetena för Drottningholm gallerier övertogs hans arbeten för Stockholms slott av Jacques Foucquet. Arbetet vid Drottningholm var inte lika lukrativa och prestigefulla som arbetet vid Stockholms slott och efter hans död tvingades de efterlevande att bedriva en process för att slutligen 1714 få ut kvarvarande ersättning för hans arbeten.
Det var Dahlberg som svarade för att Drottningholmsbilderna fick en militär vederhäftighet och scenerierna har vid sidan av sitt krigshistoriska värde en hög dekorativ kvalitet tack vare Lemkes effektfulla tecknande, komposition och koloristiskt glänsande partier i panoramat. Till hans främsta arbeten på Drottningholm räknas Slaget vid Lund som tar upp fyra väggfält. Från denna bildsvit hämtade han senare motiv till ryttarporträtten av Karl Gustav vid Warschau samt Karl XI och Eric Dahlberg vid Lund.

## Annat måleri
Lemke hade en skarp blick och en mycket flitig penna och det finns talrika teckningar bevarade med glimtar från holländskt folkliv, livfulla och realistiska drabbningar, pregnant modellerade antika monument, stämningsskapande och verklighetstrogna vyer, skickligt utformade jaktscener samt djurmotiv. Kunskapen att etsa lärde han sig redan i Haarlem och han utförde ett stort antal etsningar med bibliska motiv, jägare, krigare och hästar. Lemke målade även en mängd tavlor av mindre mått. Dessa var sällan signerade och tillskrevs ofta andra konstnärer. Under sina sista år hade Lemke ekonomiska svårigheter. Han sålde inte så många tavlor som han önskade och fick dessutom bara hälften av den avtalade lönen för bataljmålningarna. Förutom bataljmålningarna för Drottningholm utförde även en liknande serie för Karlbergs slott. Som lärare undervisade han Carl Gustaf Tessin i målning och konsten att kunna leva på sitt konstnärskap en tjänst som Tessin aldrig glömde. Hans karakteristik över Lemke yttrades med Med et ord: han kan och bör sättas i jämförelse med de yppersta mästare bland hans andra elever märks David Andersson Stawert, Isac Crus och Henrik Hysing. Lemkes konst betecknar både det realistiska svenska 1600-tals måleriets höjdpunkt och dess slutpunkt. Han var representerad vid den Retrospektiva utställningen av svenska konstnärers arbeten som visades i Stockholm 1898 och Stockholms stadsmuseums utställning Stockholmsliv genom konstnärsögon som visades 1942.
På Nationalmuseum finns omkring 150 teckningar av Lemke och ett flertal oljemålningar, han är representerad med ett självporträtt i olja vid Konstakademien och med teckningar vid Uppsala universitetsbibliotek, Lunds universitetsbibliotek Regionmuseet Kristianstad, Norrköpings konstmuseum, Armémuseum och Göteborgs konstmuseum. Han finns även representerad på en rad andra Europeiska museer.

Bataljmålningar
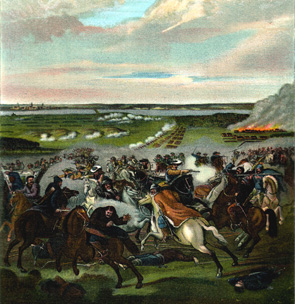
Karl X Gustav omringas av tartarerna under slaget vid Warszawa den 19 juli 1656.
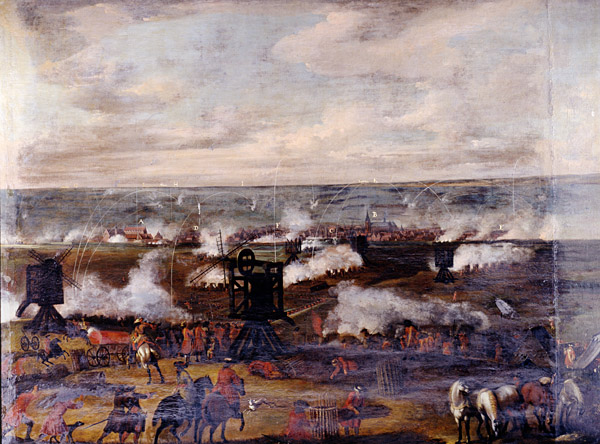
Slaget vid Malmö den 6 juni 1677.
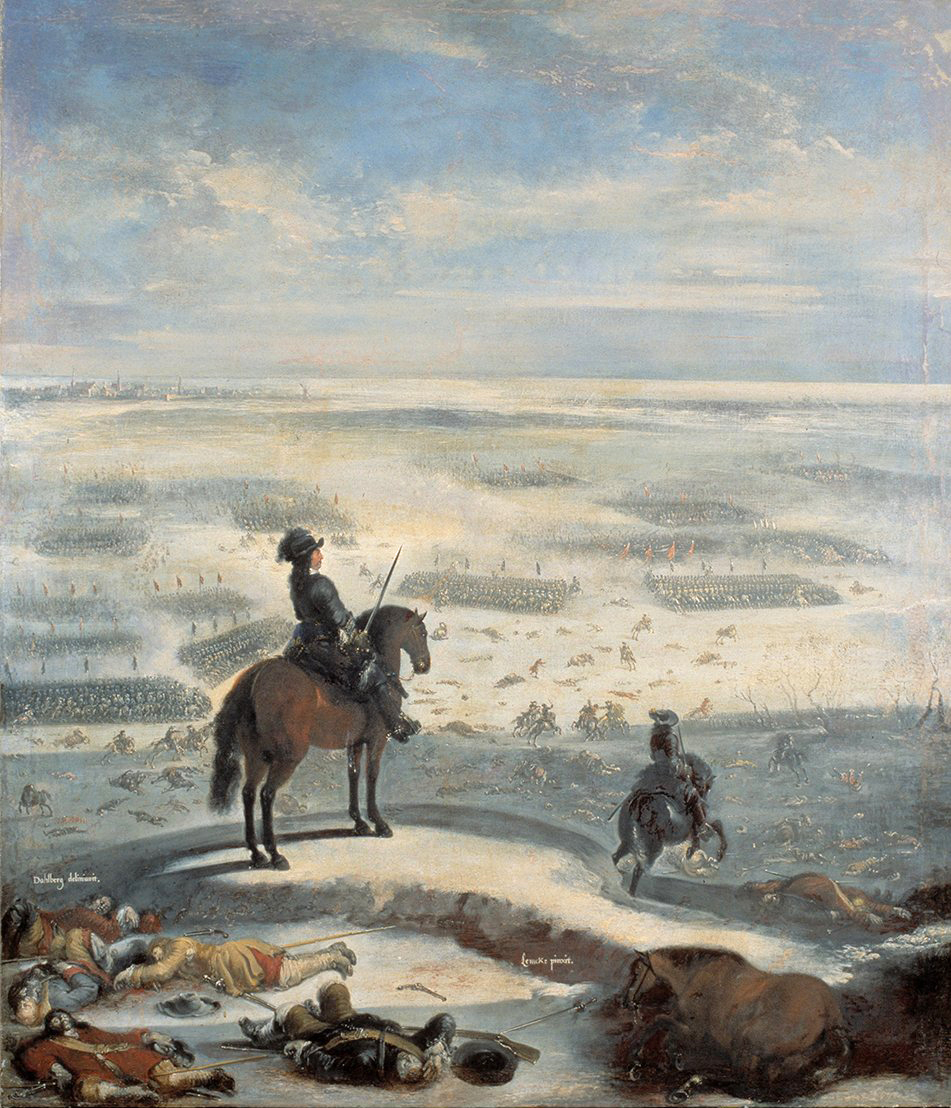
Tåget över Bält.
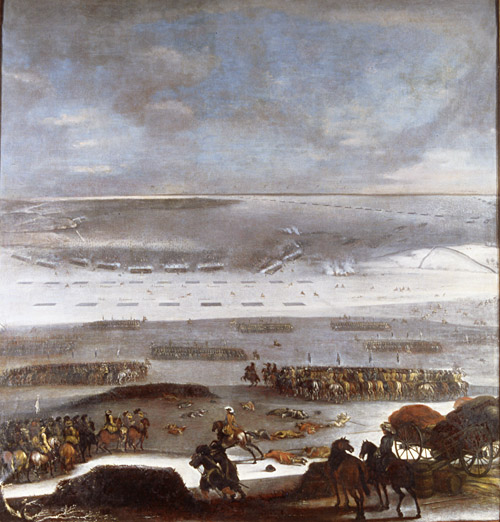
Svenska trupper går över isen till Själland 1658.

Teckningar
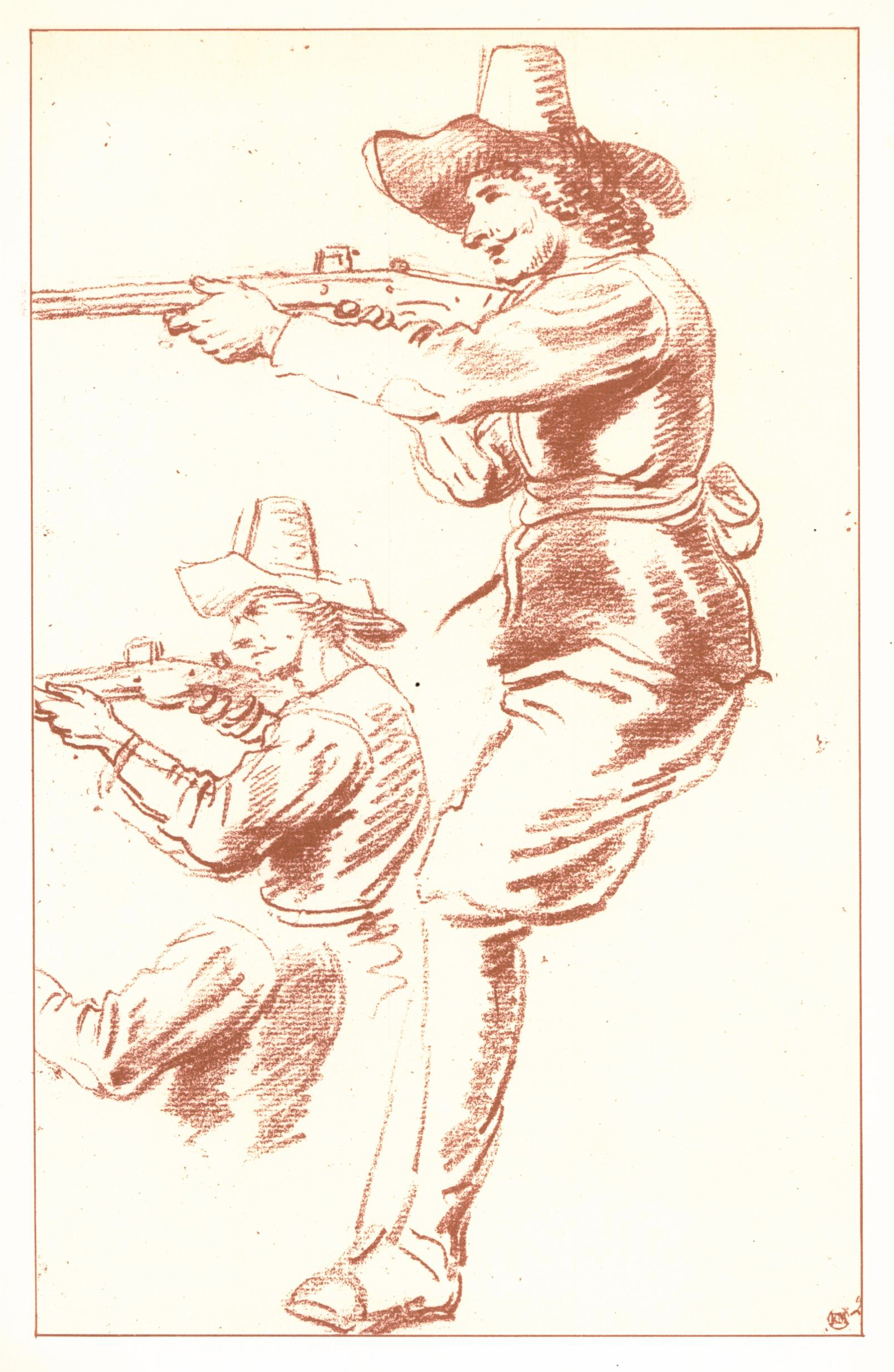
Musketerare från Gustav II Adolfs tid. Rödkritteckning.
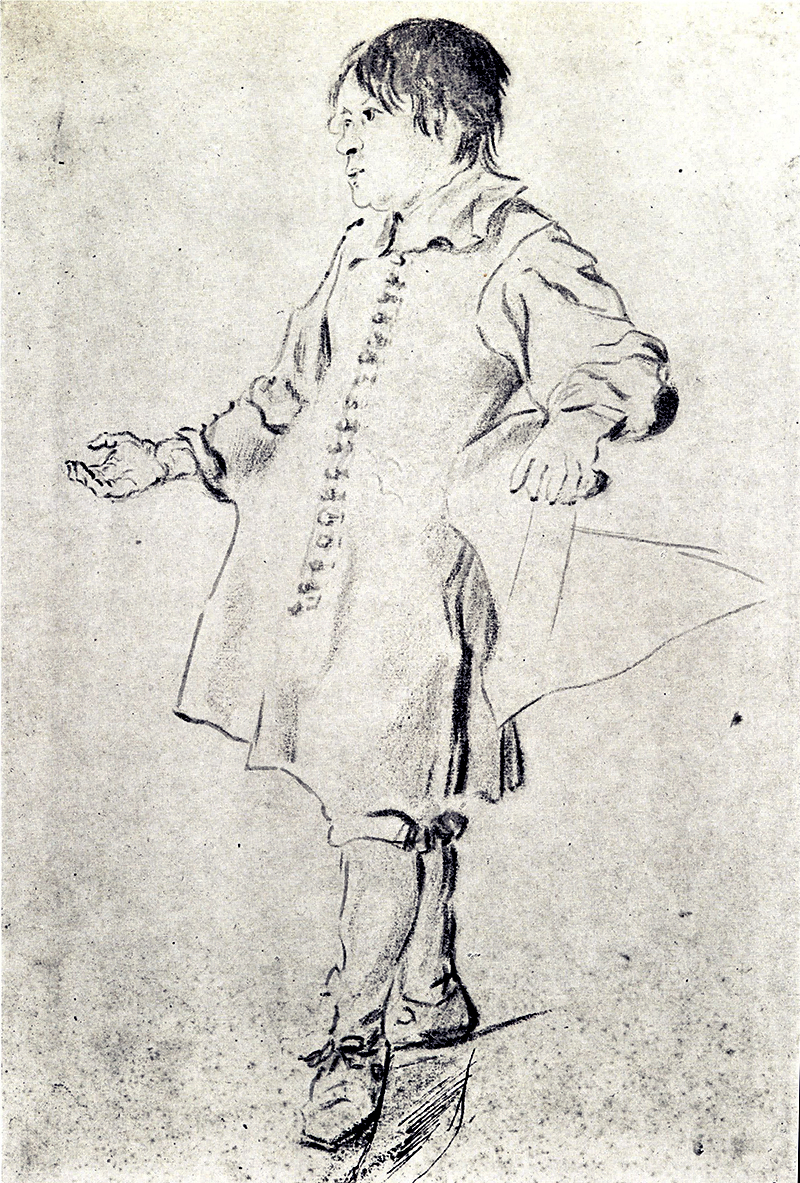
Tiggande djäkne. Teckning.